# Vitakridrinda
Vitakridrinda (podle souvrství Vitakri) byl rod masožravého dinosaura (teropoda) z čeledi Abelisauridae. Vědecky jej popsal pákistánský paleontolog M. S. Malkani v roce 2006. Fosilie dinosaura byly objeveny v sedimentech souvrství Pab na území provincie Balúčistán v Pákistánu (lokalita Alam Kali Kakor). Stáří vrstev odpovídá geologickému stupni maastricht, činí tedy 72 až 66 milionů let.

## Popis
Nález holotypu sestává ze dvou stehenních kostí, mozkovny a zubu, později byly objeveny ještě kosti přední části lebky a obratle, které Malkani rovněž přiřadil k tomuto taxonu. V současnosti je druh V. sulaimani akceptován jako validní (vědecky platný), někteří vědci jej ale považují za nomen dubium. Délka tohoto teropoda je odhadována asi na 6 metrů.